# هلموت نوردهاوس
هلموت نوردهاوس (به آلمانی: Helmut Nordhaus) بازیکن فوتبال و مدافع اهل آلمان شرقی بود که از سال ۱۹۵۳ میلادی عضو تیم ملی فوتبال آلمان شرقی بوده‌است. وی در ۳ بازی ملی حضور داشته و در بازی‌های ملی‌اش گلی به ثمر نرساند. هلموت نوردهاوس آخرین بازی ملی خود را در سال ۱۹۵۴ میلادی انجام داد.